# Korcsmár Eszter
Korcsmár Eszter (Budapest, 1981. december 27. – 2020. április 8.) magyar képzőművész, grafikus, festő.
2010-11 óta nevét Eszter Kores-ként vagy Korcsmár Eszter Kore s-ként használja. A Kores egy mozaikszó, mely vezeték és keresztneve összegyúrásából származik, e mellett egy létező papír-írószer márkanév is (kores). 2010-11-ben döntött úgy, hogy nevének márkanévként való használásával akar a továbbiakban képzőművészként érvényesülni.

## Tanulmányai
- 2003-2008 között a Magyar Képzőművészeti Egyetem sokszorosító grafika szakán tanult, ahol mesterei Eszik Alajos és Kocsis Imre voltak.
- 2006-tól tagja a Fiatal Képzőművészek Stúdiójának.
- 2007-ben Erasmus ösztöndíjat kapott, de anyagi helyzetére hivatkozva nem használta azt fel.
- 2008-ban, mestere, Kocsis Imre ajánlásával megkapja a Római Magyar Akadémia Ösztöndíját.
- 2011-ben Derkovits Gyula képzőművészeti ösztöndíjben részesül.